# Бацинет

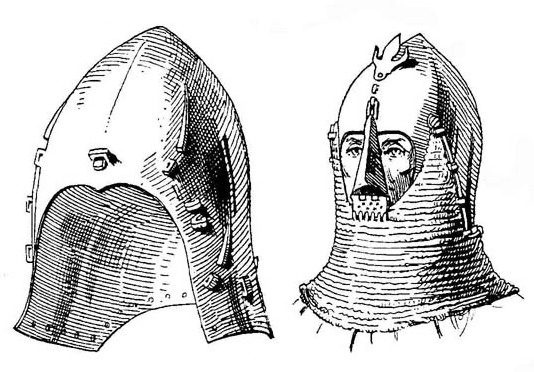
Бацинет для ношения под топфхелмом

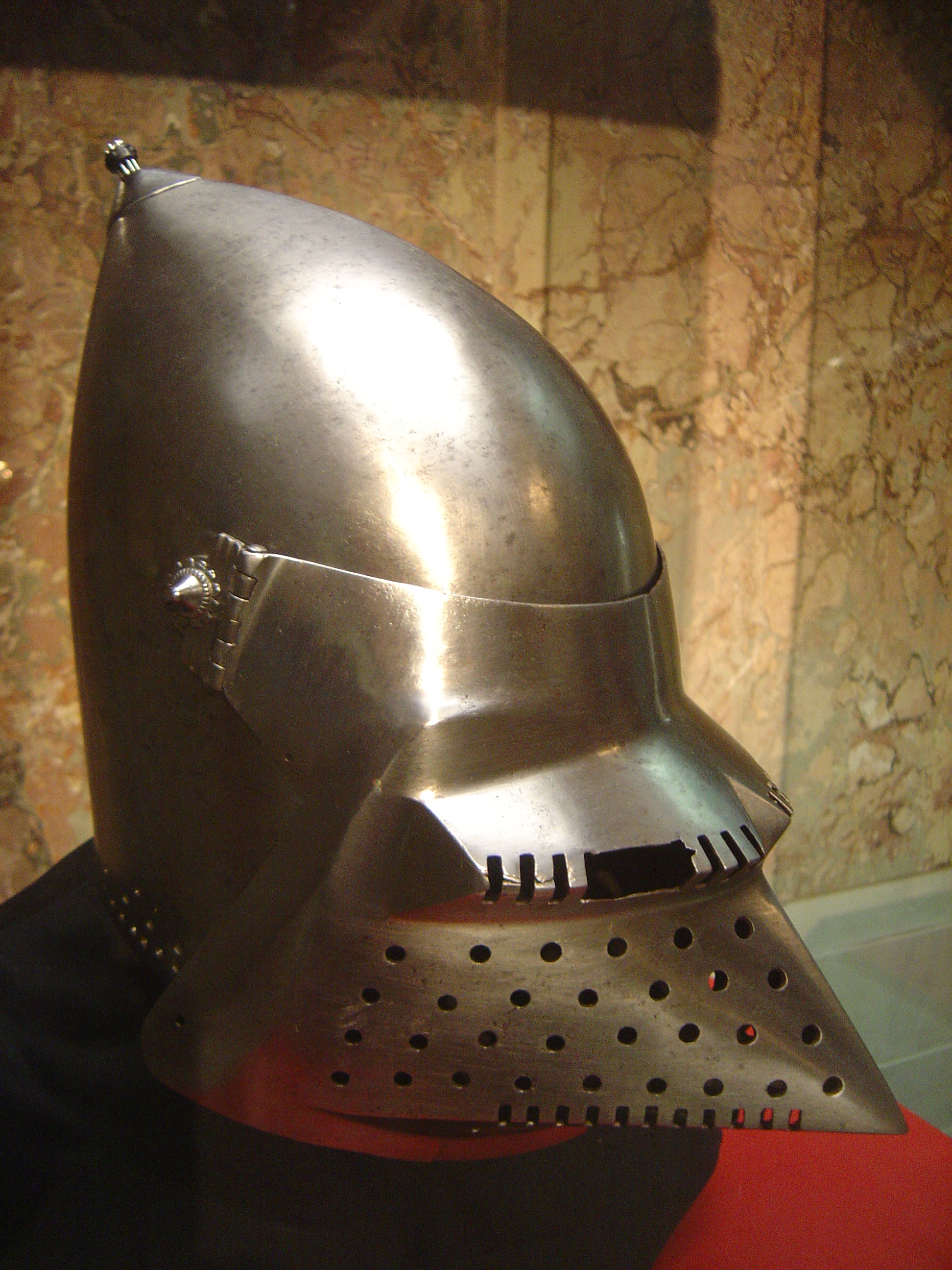
Итальянские образцы имеют почти прямую заднюю стенку

Бацинет (Bascinet) — вид купольного шлема XIV века с кольчужной бармицей (авентайлом).

## Описание

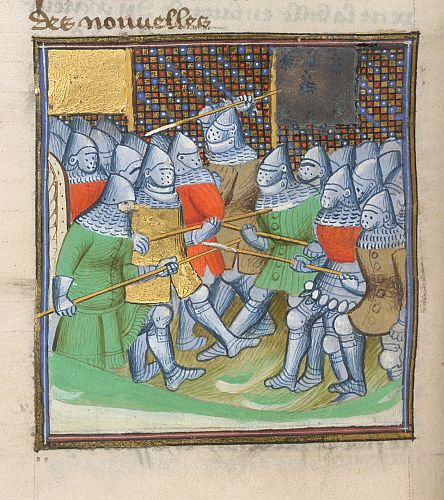
Рыцари в бацинетах в сражении. Миниатюра из рукописи «Хроник Фруассара». Нач. XV в.

Бацинет появляется в 1330—1340 годах, представляя собой полусферическую каску. Первоначально бацинет использовался как подспорье для надевания на него топфхелма, но мог использоваться и как самостоятельная единица обмундирования. Существует огромное количество разновидностей бацинетов как по форме шлема, так и по типу крепления забрала. Существуют экземпляры, в которых не использовались забрала вообще, в некоторых — только наносник. Бацинеты конца XIV века (особенно итальянские образцы) имеют почти прямую заднюю стенку. Бацинеты различают по виду забрала: забрало типа «хундсгугель» (нем. «собачий капюшон») представляет собой сильно вытянутое вперед конусовидное забрало. В зависимости от типа крепления забрала различают: бацинет, в котором забрало крепится на две петли по бокам шлема, и бацинеты, которые имеют одно крепление на лобовой части шлема, на которое можно было, отстегнув забрало, прикрепить наносник для ношения под большим шлемом. Эта типично немецкая черта бацинетов получила название «klappvisier». С начала XV века бацинет начинает трансформироваться в грандбацинет, который появился в 1390—1400 гг.
Существовали также и бацинеты для пехотинцев, которые отличались тем, что имели загнутые края и были довольно малы по размеру.